# Мадагаскар на зимових Олімпійських іграх 2022
Мадагаскар взяв участь у зимових Олімпійських іграх 2022, що тривали з 4 до 20 лютого в Пекіні (Китай).
Збірна Мадагаскару складалася з двох спортсменів (по одному кожної статі), що змагалися в гірськолижному спорті. Обидва вони як єдині представники своєї країни несли її прапор на церемонії відкриття.

## Спортсмени
Кількість спортсменів, що беруть участь в Іграх, за видами спорту.
| Вид спорту          | Чоловіки | Жінки | Загалом |
| ------------------- | -------- | ----- | ------- |
| Гірськолижний спорт | 1        | 1     | 2       |
| Загалом             | 1        | 1     | 2       |

## Гірськолижний спорт
Від Мадагаскару на Ігри кваліфікувалися один гірськолижник і одна гірськолижниця, що відповідали базовому кваліфікаційному критерію.
| Спортсмен       | Дисципліна                    | 1-й спуск | 1-й спуск | 2-й спуск   | 2-й спуск   | Загалом     | Загалом     |
| Спортсмен       | Дисципліна                    | Час       | Місце     | Час         | Місце       | Час         | Місце       |
| --------------- | ----------------------------- | --------- | --------- | ----------- | ----------- | ----------- | ----------- |
| Матьє Ноймюллер | Гігантський слалом (чоловіки) | НФ        | НФ        | Не потрапив | Не потрапив | Не потрапив | Не потрапив |
| Матьє Ноймюллер | Слалом (чоловіки)             | 1:07.90   | 48        | 1:02.88     | 43          | 2:10.78     | 41          |
| М'ялітяна Клерк | Гігантський слалом (жінки)    | 1:08.71   | 52        | 1:07.31     | 42          | 2:16.02     | 41          |
| М'ялітяна Клерк | Слалом (жінки)                | 1:02.22   | 51        | 1:00.66     | 43          | 2:02.88     | 43          |